# Theodore Agnew
Pour les articles homonymes, voir Agnew.
Theodore Thomas More Agnew, né le 17 janvier 1961, est un homme d'affaires britannique, pair conservateur à vie.
De 2017 à 2020, il est sous-secrétaire d'État parlementaire au ministère de l'Éducation, et de 2020 à 2022 ministre d'État le l'efficacité du gouvernement et de la transformation du service public. Lord Agnew a également fondé l'Inspiration Trust et est l'ancien président du Trust.

## Jeunesse
Il est né à Norfolk, a grandi à Oulton près d' Aylsham et fait ses études à la Beeston Hall School et à la Rugby School. Après l'école, il travaille au Canada et en Australie, d'abord dans l'agriculture mais plus tard, il a acheté et vendu plusieurs entreprises.

## Carrière
Après avoir travaillé en Australie, il retourne au Royaume-Uni et fonde Town & Country Assistance en 1989 et fait croître l'entreprise avec des revenus annuels bruts de 40 millions de livres. En le vendant à Warburg Pincus en 2002, il est devenu cofondateur de WNS Global Services. Il démissionne en tant que directeur non exécutif de Jubilee Managing Agency Ltd en 2011, une entreprise d'assurance de Lloyd's gérant 130 millions de primes.
Il a un intérêt financier dans la société d'intelligence artificielle Faculty.
Il est un ancien administrateur de Policy Exchange, un groupe de réflexion basé à Westminster et a été président de la Norfolk Community Foundation en 2013, mais reste un vice-président.
Agnew est le fondateur et président de l'Inspiration Trust, une fiducie multi-académique qui gère quatorze écoles dans East Anglia. Le Trust a été fondé sous le nom de East Norfolk Academy Trust le 14 août 2012, changeant son nom en Inspiration Trust le 27 janvier 2013,.
Agnew est membre non exécutif du conseil d'administration du ministère de l'Éducation et président de son conseil des académies de 2013 à 2015. Il est nommé membre non exécutif du conseil d'administration du ministère de la Justice en juillet 2015.
Agnew est membre du conseil d'administration de l'Education Policy Institute, un institut de recherche basé à Westminster.
Il est créé baron Agnew d'Oulton, d'Oulton dans le comté de Norfolk, le 19 octobre 2017. Il siège avec le groupe du Parti conservateur à la Chambre des lords. Il est nommé sous-secrétaire d'État parlementaire pour le système scolaire, au ministère de l'Éducation, le 28 septembre 2017,
Il est nommé lieutenant adjoint (DL) de Norfolk en 2013 Il obtient le titre de chevalier aux honneurs du nouvel an 2015 «pour services à l'éducation».
Le 24 janvier 2022, il démissionne de son poste de ministre d'État de l'efficacité du gouvernement et de la transformation du service public, mettant en cause les manquements par le gouvernement dans la gestion de plusieurs milliards de livres de fraudes dans les financements accordés aux entreprises à la suite du covid-19, et l'accusant « d'erreurs de débutant » et « d'arrogance, d'indolence et d'ignorance » en accordant des prêts à plus de 1000 entreprises inactives.

## Distinctions
- Knight Bachelor